# The Punisher (минисерия, 1986)
The Punisher Limited Series — комикс об антигерое по прозвищу Каратель, состоящий из пяти выпусков и изданный компанией Marvel Comics в 1986 году. Сделанный писателем Стивеном Грантом и художниками Майком Зеком и Майком Восбургом.

## История
Хотя изначально Marvel была недовольна героем, который много убивает и калечит, тем не менее, с растущим уровнем преступности в стране, компания все же решила проверить потенциал Карателя, выпустив в январе 1986 года мини-серию из четырёх выпусков за авторством писателя Стивена Гранта и художника Майка Зека. После того, как первый выпуск моментально был распродан, Marvel расширила мини-серию до пяти выпусков и вскоре начала активное продвижение Карателя.
Поскольку «The Punisher» был в определенной степени более жестоким и взрослым комиксом нежели прочие издания Marvel, в сюжете появились элементы несвойственные другим комиксам о супергероях: самоубийства, смерть невинных детей и даже секс.